# جوئی (دوره کاماکورا)
جوئی (به ژاپنی: 貞永 Jōei)، نام یک عصر تاریخی ژاپنی بود. این عصر بعد از کانگی و قبل از تنپوکو قرار داشت و از آوریل ۱۲۳۲ تا آوریل ۱۲۳۳ میلادی به طول انجامید. در طی این عصر امپراتور گو-هوریکاوا و امپراتور شیجو، امپراتور ژاپن بودند.